# Смит, Даг
Даг Смит (англ. Doug Smith; 27 декабря 1964, Хановер, Массачусетс, США) — бывший американский хоккеист, нападающий, тафгай, написавший в соавторстве с Адамом Фраттасио автобиографическую книгу «Вышибала: Правдивая история невероятного путешествия в низшие лиги хоккея». Позже по книге был снят фильм «Вышибала» с Шонном Уильямом Скоттом в главной роли, а в 2017 году вышло продолжение «Вышибала: Эпический замес».

## Биография
Спортивная карьера Смита начиналась с бокса, которая завершилась поражением в финале 1984 года в супертяжёлом весе в турнире «Золотые перчатки Массачусетса». Его друг, Адам Фраттасио, учившийся в «Ганноверском клубе полицейских парней», предложил ему попробовать хоккейные бои. Смит впервые надел коньки в возрасте 19 лет, в 21 уже играл в любительских лигах, а в 24 (1989 год) выиграл свой первый титул в минорных лигах в составе «Каролина Тандербёрдз», им стал Кубок Райли (ныне Кубок Келли) — кубок, вручаемый победителю плей-офф чемпионата Хоккейной лиги Восточного побережья. Смит за свою карьеру играл в шести командах в трёх лигах, его наиболее продуктивным выступлением была игра за «Мирамиши Ганьон Пэйкерс» в Нью-Брансуикской старшей хоккейной лиге (NBSHL). Смит получил несколько приглашений продолжения карьеры в Штатах из нижних второстепенных лиг, но его новая работа в полиции штата Массачусетс ограничила его возможность регулярно участвовать в играх.
После ухода из хоккея, Смит работал в качестве тренера в системе «Бостон Брюинз», обучая игроков бойцовским приёмам. Он в течение 20 лет был помощником главного тренера в средней школе Гановера, которая стала за это время трёхкратным чемпионом штата. Смит также значительное время принимал участия в матчах в качестве судьи, в том числе два года на профессиональном уровне в Федеральной хоккейной лиге. Он продолжает работать в качестве тренера тафгаев, работая с такими нхловскими тяжеловесами, как Стив МакИнтайр и Джон Скотт.
Кроме того, Смит офицер полиции в Хэнсоне (Массачусетс) с 1999 года. Смит женат на Шэрон, у них две дочери.

## Награды и достижения
- 1989 – обладатель Кубка Райли
- 2012 – включён в Зал славы средней школы Гановера

## Статистика
| 1988-89 | Каролина Тандербёрдз | ECHL | 28 | 0 | 1 | 1 | 10 | 179 | -- | -- | -- | -- | -- |
| 1989-90 | Джонстаун Чифс       | ECHL | 3  | 0 | 0 | 0 | 1  | 29  | -- | -- | -- | -- | -- |
| 1993-94 | Монктон Хоукс        | AHL  | 1  | 0 | 0 | 0 | 0  | 5   | -- | -- | -- | -- | -- |
| 1994-95 | Финикс Роудраннерз   | IHL  | 1  | 0 | 0 | 0 | 0  | 0   | -- | -- | -- | -- | -- |
| 1994-95 | Спрингфилд Фэлконс   | AHL  | 1  | 0 | 0 | 0 | 1  | 14  | -- | -- | -- | -- | -- |
| 1997-98 | Спрингфилд Фэлконс   | AHL  | 1  | 0 | 0 | 0 | 0  | 0   | -- | -- | -- | -- | -- |
| 1997-98 | Луизиана АйсГэйторз  | ECHL | 2  | 0 | 0 | 0 | 0  | 7   | -- | -- | -- | -- | -- |

## Видео
- Doug The Hammer Smith
- Smith working with MacIntyre and Scott
- Doug Smith Hockey Career Compilation Part 1
- Doug Smith Hockey Career Compilation Part 2
- Doug Smith Hockey Career Compilation Part 3